# Aegomorphus chamelae
Aegomorphus chamelae är en skalbaggsart som beskrevs av Chemsak och Giesbert 1986. Aegomorphus chamelae ingår i släktet Aegomorphus och familjen långhorningar. Inga underarter finns listade i Catalogue of Life.